# مغیله (الجزایر)
مغیله (به عربی: مغيلة) یک شهرداری در الجزایر است که در استان تیارت واقع شده‌است.